# Bahnhof Jenbach
Bahnhof Jenbach vasútállomás Ausztriában, Jenbach városban. Az állomás különlegessége, hogy egyedülálló módon három különböző nyomtávolságú vasútvonal (760 mm, 1000 mm és 1435 mm) is találkozik itt.

## Vasútvonalak
Az állomást az alábbi vasútvonalak érintik:
- Alsó-Inn-völgyi vasútvonal
- Achensee-vasútvonal
- Zillertalbahn

## Forgalom
Az állomást érinti a Tiroli S-Bahn két vonala is, továbbá Bregenz és Bécs között közlekedő Railjet járatok is.

### Busz
- 8330 Mayrhofen- Zell- Fügen- Jenbach -Schwaz - Innsbruck
- 8329 Dorfbus Jenbach- Strass im Zillertal - Buch in Tirol
- 8332 Jenbach -  Wiesing - Maurach am Achensee -Pertisau - Achenkirch
- 4074 Jenbach - Strass im Zillertal /Brixlegg
- 4111 Brixlegg - Kramsach - Münster - Wiesing - Stans - Schwaz
- 4119 Jenbach - Buch in Tirol - Schwaz

## Képgaléria

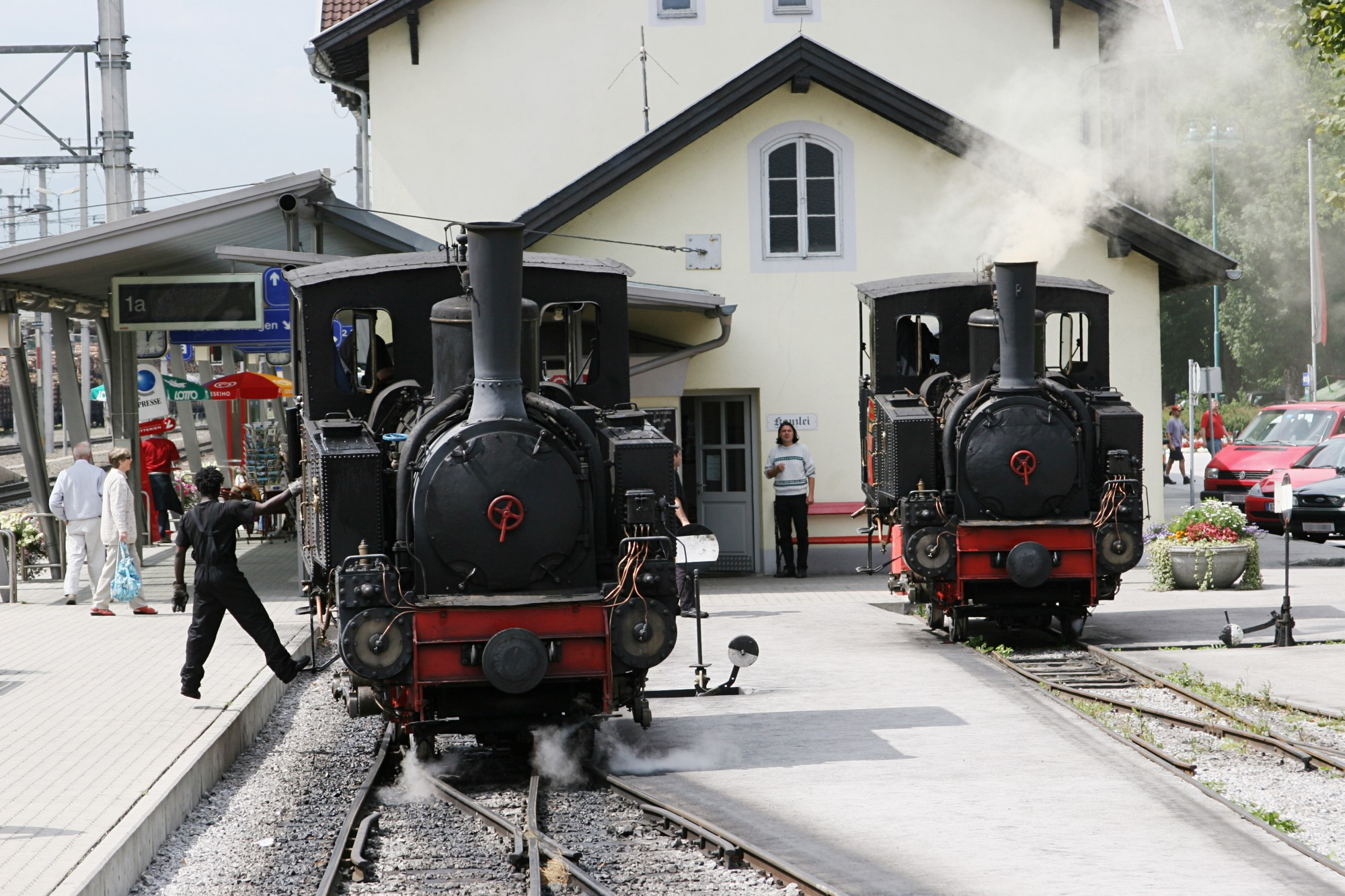
Az Achenseebah két gőzmozdonya
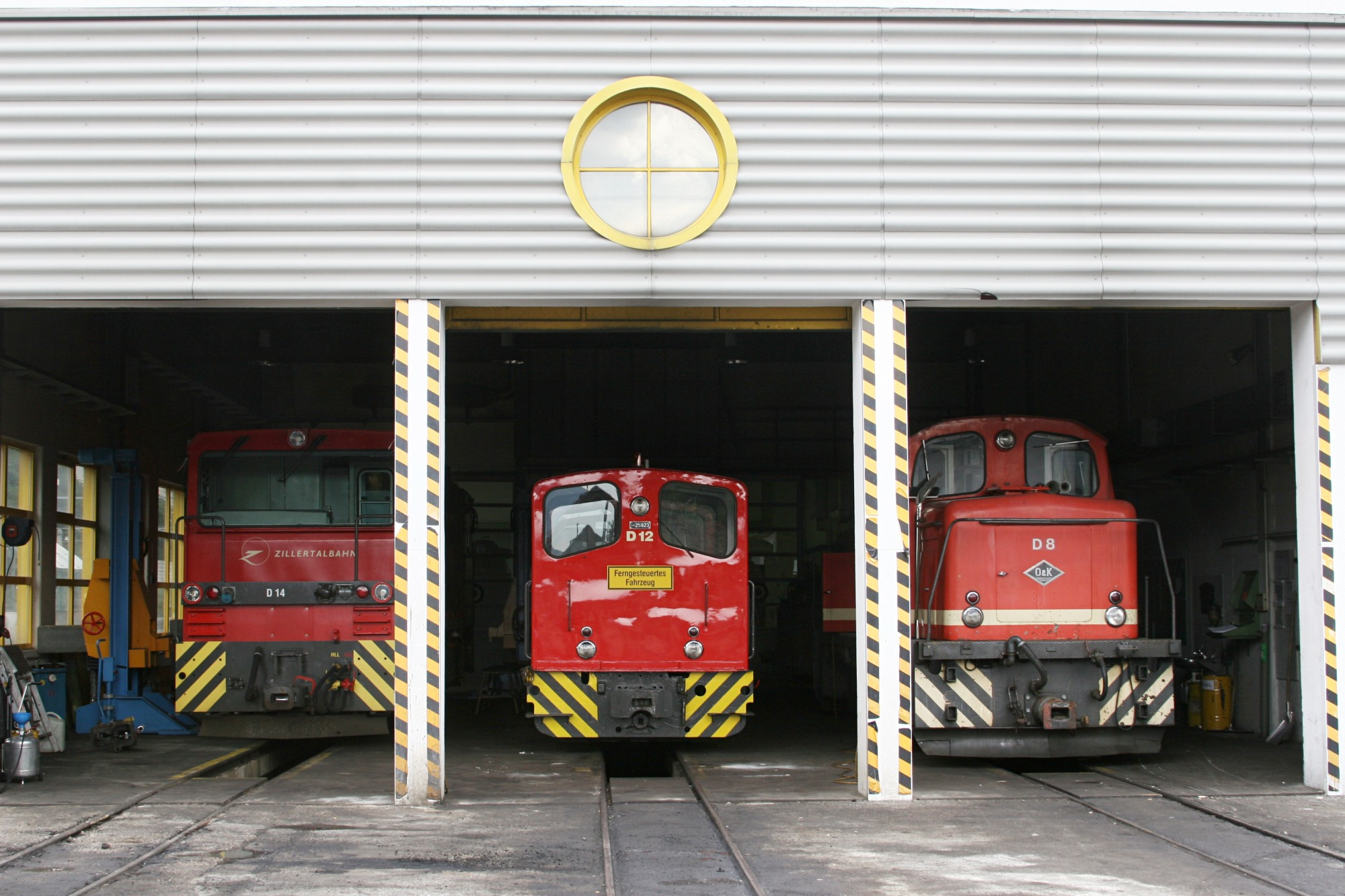
A Zillertalbahn kocsiszíne
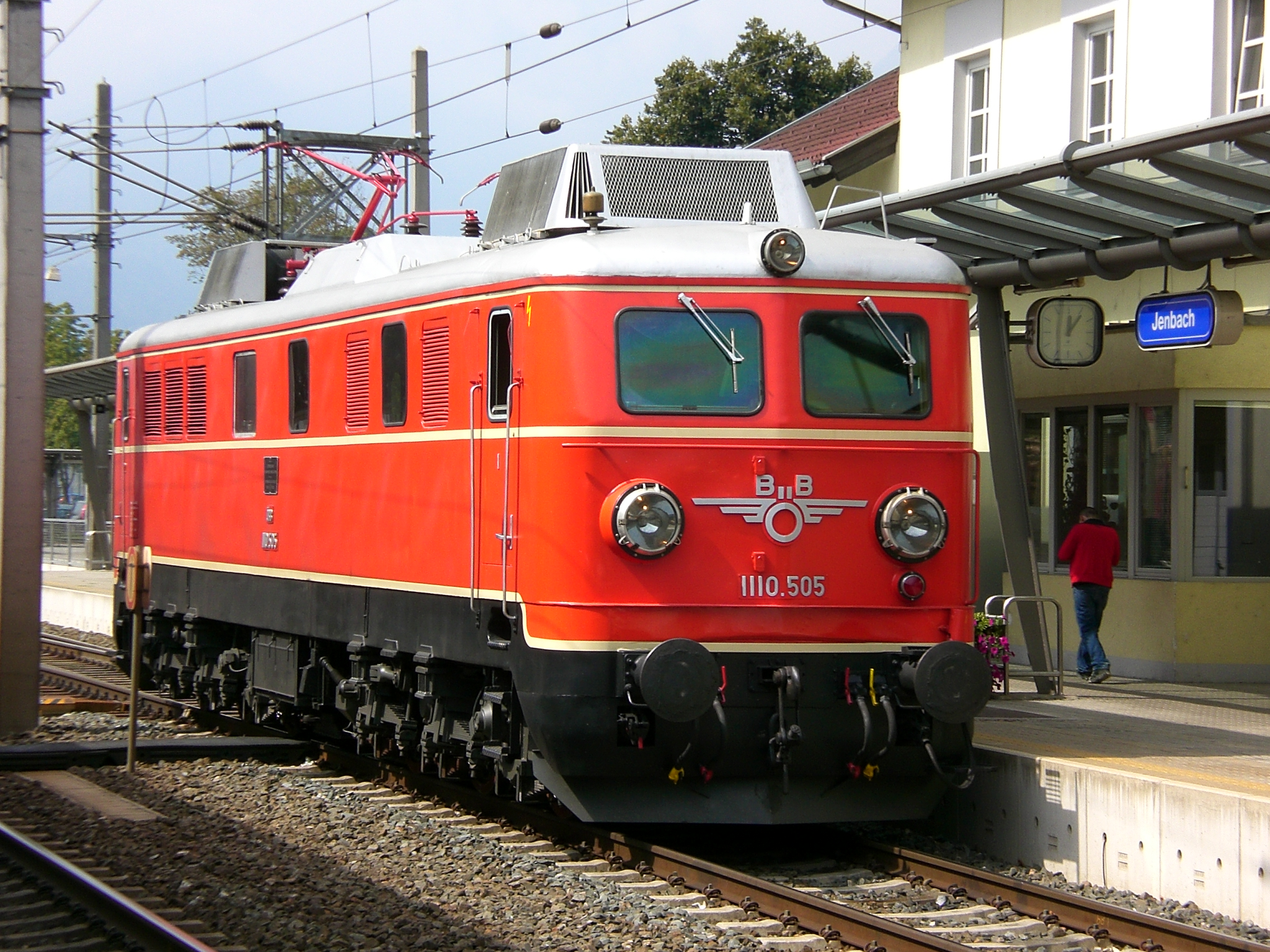
Egy ÖBB 1110 sorozatú nosztalgiamozdony
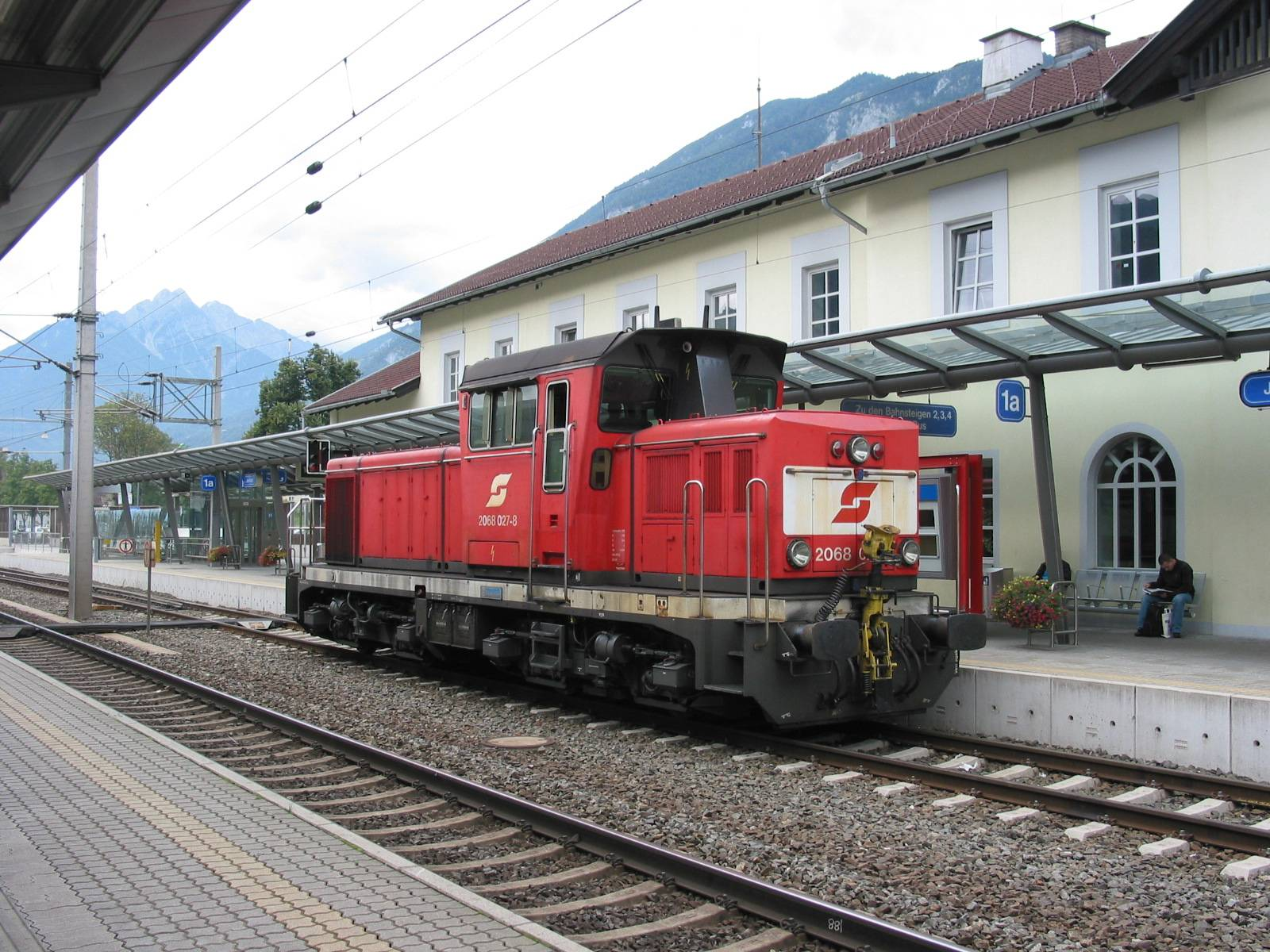
Jenbachban készült ÖBB 2068 sorozatú tolatómozdony

## Kapcsolódó állomások
A vasútállomáshoz az alábbi állomások vannak a legközelebb:
- Münster-Wiesing railway station
- Stans bei Schwaz railway station
- Innsbruck Hauptbahnhof
- Wörgl Hauptbahnhof